# Hypolytrum supervacuum
Hypolytrum supervacuum är en halvgräsart som beskrevs av Charles Baron Clarke. Hypolytrum supervacuum ingår i släktet Hypolytrum och familjen halvgräs. Inga underarter finns listade i Catalogue of Life.